# Joseph Loukaka
Joseph Loukaka, né le 7 août 1952 à Lubumbashi (Congo), est un footballeur congolais.

## Biographie
En 1983, de retour des Minnesota Strikers et opéré de la cheville, Joseph Loukaka ne peut disputer le moindre match avec La Berrichonne de Châteauroux et quitte le club dès février 1984.

## Palmarès
- Finaliste de la Coupe de France 1980 avec l'US Orléans

## Source
- Marc Barreaud, Dictionnaire des footballeurs étrangers du championnat professionnel français (1932-1997), L'Harmattan, 1997.